# 格羅萊

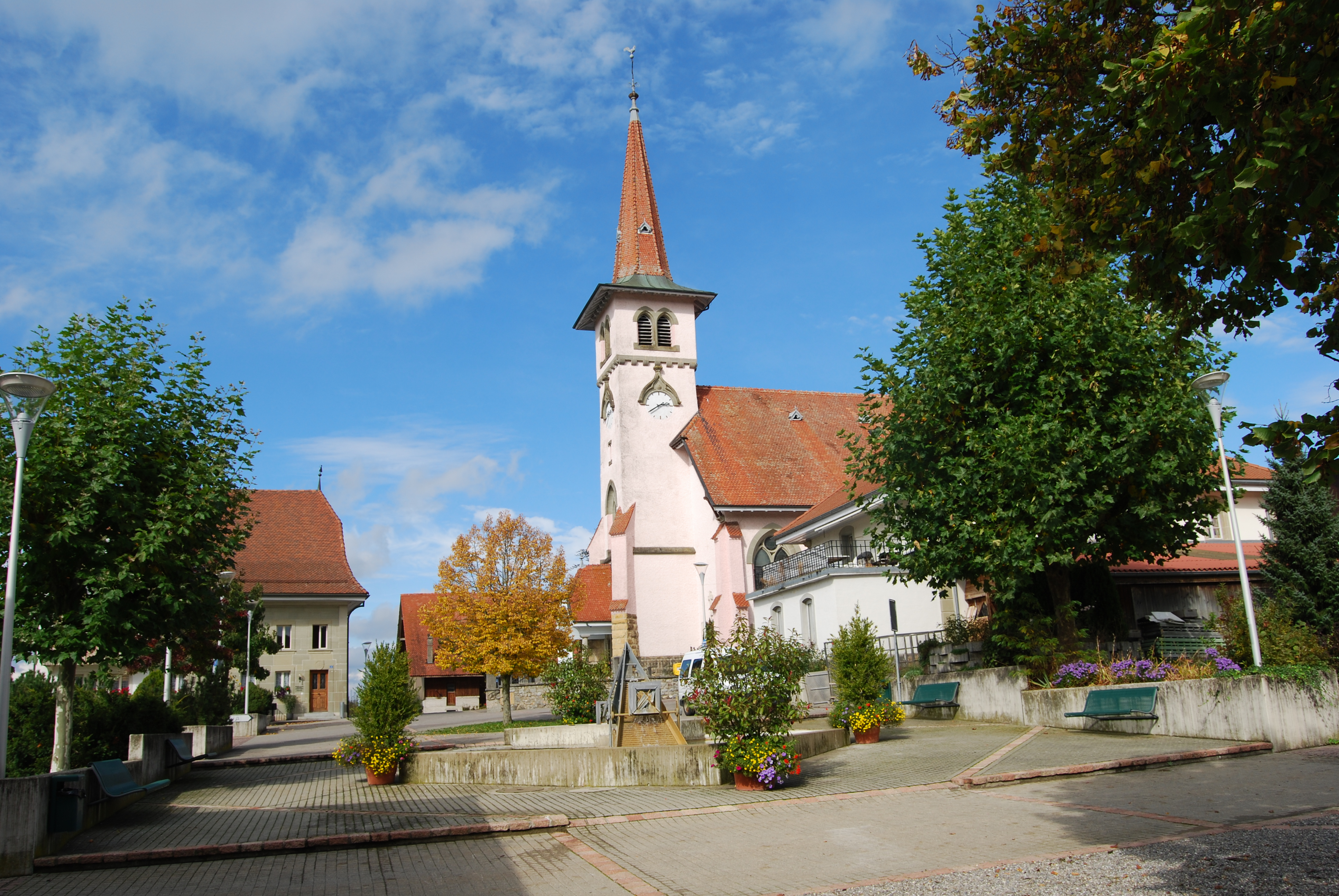

格羅萊是瑞士的城鎮，位於該國西部，由弗里堡州負責管轄，面積5.34平方公里，海拔高度625米，2011年人口1,776，八成人口信奉羅馬天主教，人口密度每平方公里333人。

## 外部連結
- Official website （页面存档备份，存于） （法文）